# Jurassic Porn
Pour plus de détails, voir Fiche technique et Distribution.
Jurassic Porn (en thaï : เกย์เว้ยเฮ้ย 15: Jurassic Porn) est un film pornographique gay produit par GThai Movie et sorti en 2015. Il s'agit d'une parodie du film Jurassic World (2015), quatrième volet de la série Jurassic Park.

## Synopsis
Une femme élégante (jouée par un travesti) arrive dans une ferme et demande Monsieur O. Elle dit travailler pour un zoo, et requiert ses services en tant qu'expert en crocodiles. Elle lui apprend qu'un nouveau zoo va ouvrir avec des dinosaures. Il accepte et elle l'emmène au zoo dans la forêt, où il retrouve son ancien amant qui se trouve être le directeur du zoo, Christ. Il rencontre aussi Pat, qui sera son assistant. Mais les dinosaures se révoltent et s'enfuient. Devant cette situation critique, les trois hommes ont besoin de se relaxer.

## Fiche technique
- Titre original : Jurassic Porn
- Réalisation : Saravuth Intaraprom[1]
- Photographie :
- Montage :
- Société de production : GThai Movie
- Sociétés de distribution :
- Langues : thaï
- Format : Couleur
- Genre : Film pornographique
- Durée : 42 minutes
- Dates de sortie : 2015  Thaïlande
- Interdit aux moins de 18 ans

## Autour du film
Jurassic Porn est déjà le titre d'une série de trois films pornographiques belges de 2008 à 2010. La société de GThai Movie a produit d'autres films parodiques comme Days of Future Past (parodie de X-Men: Days of Future Past) ou Fifty Shades of Gay (parodie de Cinquante nuances de Grey).
La diffusion de la bande annonce du film attire l'attention de la presse internationale. La presse LGBT signale la parodie pornographique gay de Jurassic World,,.
Un des articles spécule sur le contenu qui semble relever du genre dinosaur erotica. Un autre met l'accent sur le manque de moyens et l'amateurisme des acteurs, ce qui rend le film éligible au titre de nanar. Slate qualifie le film d'« improbable et pourtant complètement nécessaire », et Première parle de « fascinante parodie pornographique ».